# Замок Вельтруси
 Вельтруси (чеськ. Zámek Veltrusy) — замок-палац доби бароко, розташований в містечку Вельтруси Мельницького округу за 25 км на північ від Праги.

## Історія

### Перший будівельний період

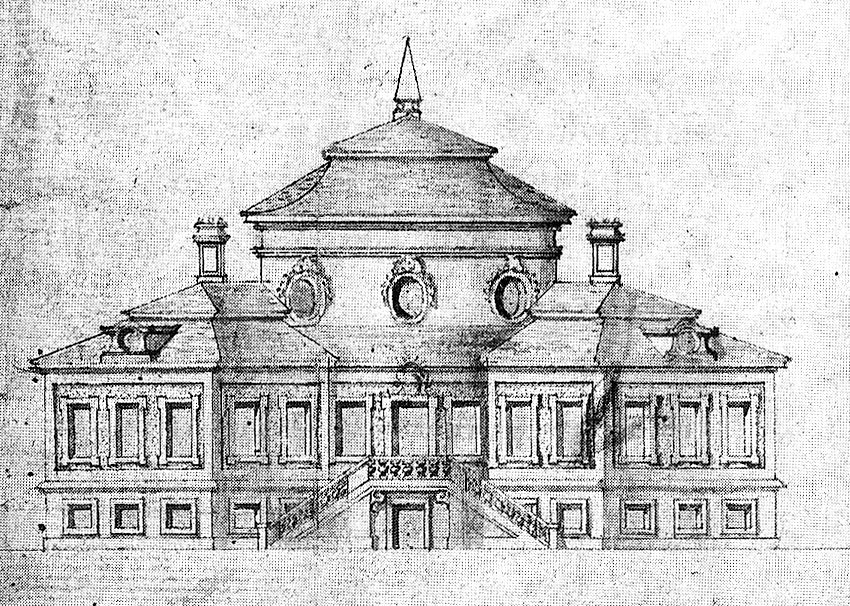

Розбудову розкішного замку-палацу в стилі чеського бароко розпочав Вацлав Антонін Хотек (або Венцель Антон, 1674—1754). Будівництво прийшлося на період, коли на чеських землях вже побудували декілька розкішних магнатських резиденцій. Тому зразків для створення власної у Вацлава Антоніна було вдосталь. Дослідники довго не мали точних відомостей про автора проекту первісного палацу. Значущі мистецькі якості будівлі вказували на твір талановитого архітектора, тому припускали, що це проект Джованні Сантіні. За твердженнями останніх досліджень — автор проекту — не менш талановитий і відомий Джованні Баттіста Алліпранді.
Замок мав центральну вежу, криту дахом з переломом та увінчану шпилем. Житлові приміщення розпланували навколо у вигляді літери Х. Кожна будівля теж мала дахи з переломом та барокові димарі. Первісні фасади замку архітектурою нагадували Китайський палац Золочівського замку в Україні, хоча поземний план палацу Вельтруси — складніший, більш високий та мав два поверхи. Парадні сходи палацу прикрасили бароковими скульптурами дванадцяти місяців та алегоріями чотирьох сезонів (скульптор — Матьяш Бернард Браун).

### Другий будівельний період

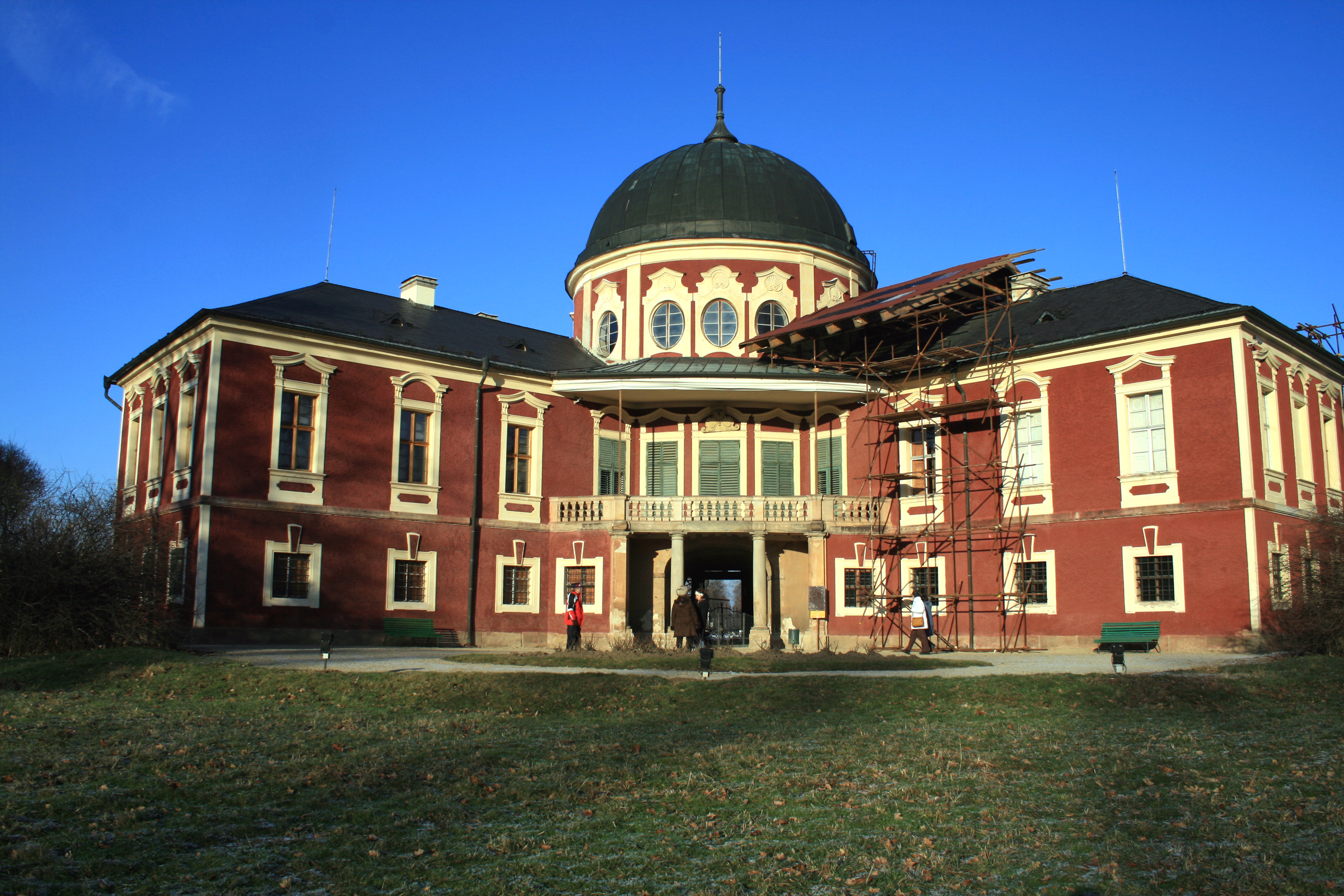
Сучасний вигляд замку Вельтруси, 2009 р.

Зміни мод призвели до перебудов та знищенню первісного регулярного саду. Новий будівельний період розпочав граф Рудольф Хотек (1706—1779). Рудольф зробив дуже вдалу придворну кар'єру, очоливши з 1749 року управління фінансових установ Австрійської імперії. Отримані гроші він і вклав в родинну садибу, в її розбудову. Серед відвідувачів садиби — австрійська імператриця Марія Терезія.
Дахи отримали спрощені форми, що наблизило силует палацу до споруд раннього класицизму, не зачепивши барокового розпланування без додачі зайвих колон, портиків, фронтонів. Барокове ядро садиби було лише доповнене новими флігелями та господарськими спорудами, де вдало сполучили практичні та декоративно-представницькі потреби. В 19 ст. навколо парку постали — пивоварний завод, кошари для овець, кар'єри по видобутку каменю вапняку, виноробний завод та млини. Замок набув статусу культурного та промислового комплексу, що приносив власнику прибуток.
Наново були декоровані і зали палацу. Частка приміщень створена в стилі рококо та шинуазрі (« Китайська кімната», « Китайський кабінет»), доповнені порцеляною та бронзовими фігурками Китаю. У 1765 р. головну залу палацу прикрасив випускник Віденської академії мистецтв Йозеф Піхлер (плафон (живопис) «алегорія Ранку, Полудня, Вечора, Ночі»). Садиба використовувалась як заміська резиденція для балів, свят, полювання. На початку 19 ст. частка залів декорована в стилі ампір.

## Споруда замку

### Парк замку Вельтруси

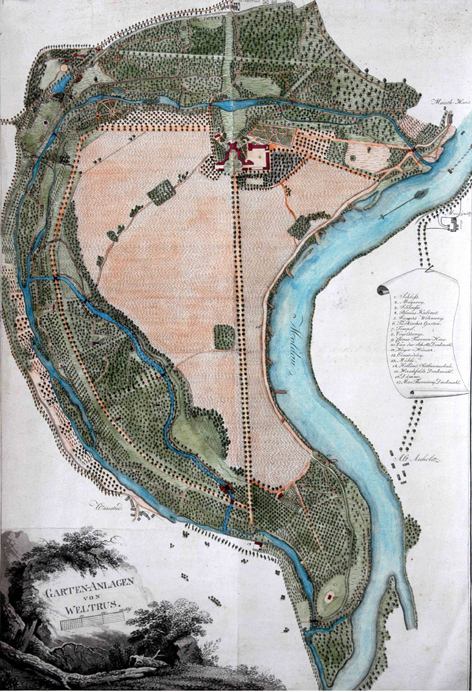
Генеральний план парку в Вельтрусах, 19 ст.

Найбільших змін зазнав парк замку. Сад бароко був знищений у повінь 1764 р. і більше не відновлювався.
Після знищення саду бароко паркову територію розширили, додавши значні пейзажні ділянки. Центром стала велика галявина, оточена деревами з одного боку та берегом Влтави з другого. Пейзажний парк за новими вимогами насичували парковими спорудами та павільйонами, серед яких були
- павільйон «Друзі садів та сільських забав»
- павільйон Марії Терезії
- паркові містки
- Штучна руїна
- скульптура сфінкса
- Штучний Червоний млин
- Оранжереї
- живі рослинні огорожі тощо.

Кінцевого вигляду парк отримав у 1830-х роках. Частка паркових споруд зникла чи знищена, але тодішнє розпланування та декілька паркових споруд і містків збережені, що робить парк замку Вельтруси унікальним для Чехії та Європи.

## Культурні заходи
Північні райони Чехії не багаті на культурні заходи. Але культурні заходи в замку підтримуються. Серед них — різдвяні концерти в замку (листопад-грудень), відвідини історичних оранжерей (квітень-вересень), велосипедні екскурсії, виставки в залах замку, виставки троянд (у червні). Влітку на території парку відбуваються театральні вистави.
Близькість до річки Влтави обумовлює небезпеку комплексу під час повеней, характерних для Чехії взагалі. Замкова територія неодноразово страждала від повеней і раніше. Чергова руйнівна подія — садиба постраждала від повеней у 2002 р., що спонукало до ремонтів. З 2002 року замок Вельтруси отримав статус Національної пам'ятки культури.